# Fabio Stassi

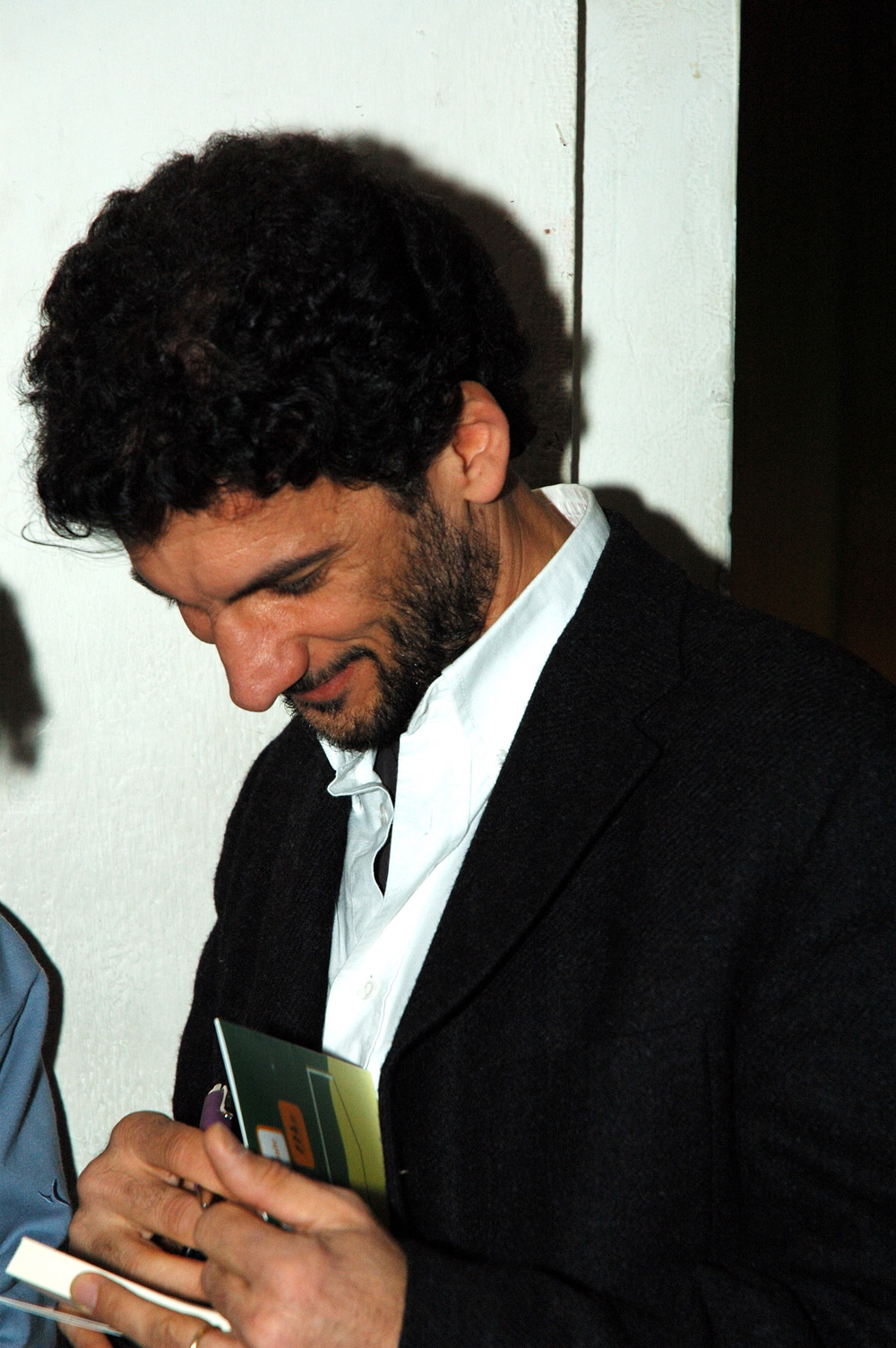
Fabio Stassi

Fabio Stassi (* 2. Mai 1962 auf Sizilien) ist ein italienischer Schriftsteller.

## Leben
Fabio Stassi lebt in Viterbo und arbeitet in Rom in der Biblioteca im Dipartimento di Studi Orientali der Sapienza. Seine Romane schreibt er großteils im Zug auf dem Weg zur Arbeit. Bisher hat er sieben Romane, zwei Kinderbücher, zahlreiche Erzählungen und Essays veröffentlicht. Für seinen ersten Roman, Fumisteria (Der Kamin, bisher unübersetzt), erhielt er 2007 den Premio Vittorini für das beste Romandebüt. Inhaltlich lehnt sich Stassi gern an historische Handlungen bzw. Personen an: In Die Trophäe jagt der Protagonist als Sportjournalist getarnt hinter dem Pokal der Fußballweltmeisterschaft her und erlebt und beeinflusst dabei die europäische Geschichte der 30er bis 70er Jahre, ähnlich wie ein Forrest Gump. Die letzte Partie handelt von dem kubanischen Schachgroßmeister José Raúl Capablanca und der Vorbereitung auf seine fiktive Revanche an Alexander Aljechin. Das Lob für „ein großartiges Porträt Capablancas“ kontrastiert in der Kritik mit Bewertungen wie „langsam und schwer. Nur selten ist es so originell und klug, wie es sein möchte“. Il libro dei personaggi letterari. Dal dopoguerra a oggi, da Lolita a Montalbano, da Gabriella a Harry Potter enthält zweihundert Kurzporträts von Haupt- und Nebendarstellern der besten Romane des späten zwanzigsten Jahrhunderts.
Fabio Stassi schreibt auch als Autor für verschiedene italienische Zeitschriften, z. B. für Velvet und den Rolling Stone. Daneben verfasst er Liedtexte, vor allem für die römische Sängerin und Komponistin Pilar Roman und den Komponisten Franco Piana, die damit bereits mehrere Musikpreise gewannen.
Für den Roman Mastro Geppetto erhielt Stassi im Jahr 2022 den Premio Stresa. Im Jahr 2024 erkannte ihm das PEN-Zentrum Deutschland den Hermann-Kesten-Preis zu.

## Werke
- Fumisteria (Roman). 2006
- È finito il nostro Carnevale (Roman). 2007
  - deutsche Übersetzung von Monika Köpfer: Die Trophäe. Kein & Aber, Zürich 2010, ISBN 978-3-0369-5540-7.
- La rivincita di Capablanca (Roman). 2008
  - deutsche Übersetzung von Monika Köpfer: Die letzte Partie. Kein & Aber, Zürich 2009, ISBN 978-3-0369-5535-3.
- Holden, Lolita, Živago e gli altri. Piccola enciclopedia dei personaggi letterari (1946-1999) (Roman). 2010
- Diverse Autoren, Der Mann meines Lebens, Kein & Aber, Zürich 2011, ISBN 978-3-0369-5564-3.
- L'ultimo ballo di Charlot (Roman). 2012. ISBN 978-8-8389-2764-5.
- Come un respiro interrotto (Roman). 2014. ISBN 978-8-8389-3141-3.
- Il libro dei personaggi letterari. Dal dopoguerra a oggi, da Lolita a Montalbano, da Gabriella a Harry Potter (Kurzporträts literarischer Figuren). 2015. ISBN 978-8-8752-1685-6.
- La lettrice scomparsa (Roman). 2016. ISBN 978-8-8389-3523-7.
- Angelica e le comete (Roman). 2017. ISBN 978-8-8389-3660-9.[5]
- Ogni coincidenza ha un'anima. 2018
  - auf Deutsch: Die Seele aller Zufälle. (Detektivroman), Edition Converso, Karlsruhe 2024, ISBN 978-3-949558-30-6.
- Con in bocca il sapore del mondo. 2018
- Uccido chi voglio. 2020
  - auf Deutsch: Ich töte wen ich will. Edition Converso, Karlsruhe 2022,  ISBN 978-3-9822252-8-9.
- Mastro Geppetto. Sellerio Editore, Palermo 2021, ISBN 978-8-8389-4282-2.
- Notturno francese. Sellerio Editore, Palermo 2023, ISBN 978-8-8389-4472-7.
  - auf Deutsch: Das Ausmaß von Liebe. Edition Converso, Karlsruhe 2025,  ISBN 978-3-949558-43-6.
- Ich, ja ich werd‘ Sorge tragen für dich. Kurze Abhandlung über Dante, die Dichtung und den Schmerz (Essay). Edition Converso, Karlsruhe 2024,  ISBN 978-3-949558-36-8.